# Perri (cognome)
Perri è un cognome di lingua italiana.

## Varianti
Perro.

## Origine e diffusione
Il cognome è tipicamente calabrese.
Potrebbe derivare dal termine spagnolo perro, "cane", o da una variante del prenome Pietro, risultando quindi variante del cognome Pietri.
In Italia conta circa 3684 presenze.
La variante Perro è praticamente unica.

## Persone
- Francesco Perri (1885-1974) – scrittore e giornalista italiano
- Lillo Perri (1940-2007) – giornalista ed editore italiano
- Luca Perri (1986) – astrofisico e divulgatore scientifico italiano